# 残響散歌/朝が来る
『残響散歌/朝が来る』（ざんきょうさんか / あさがくる）は、2022年1月12日にSACRA MUSICより発売されたAimerの両A面シングル。表題曲はそれぞれテレビアニメ『鬼滅の刃 遊郭編』のOPテーマ、EDテーマに起用されている。CDリリースに先駆け、2021年12月6日に「残響散歌」が先行配信された。

## 背景
2021年9月25日、12月5日よりスタートするテレビアニメ『鬼滅の刃 遊郭編』のOP・ED主題歌をAimerが担当すること、また同曲群を収録したシングルの発売が発表された。本シングルはAimerにとって通算20作目であり、SACRA MUSIC移籍後初のリリースとなっている。通常盤、初回生産限定盤、期間生産限定盤の3形態で発売。初回生産限定盤には両曲のMVを収録したDVDが付属する。期間生産限定盤は書き下ろしジャケット仕様で、アニメのOP・EDノンクレジット映像を収録したDVDが付属する。
オープニングテーマの「残響散歌」は、作詞はaimerrhythm（Aimerの別名儀）、作曲は飛内将大、編曲は玉井健二と飛内将大が務めており、Aimerの作品でよくみられるスタッフィングとされている。
その一方で、同楽曲はブラスやピアノを取り入れたスピード感のある曲調を持ち、ライターの蜂須賀ちなみはリアルサウンドに寄せた記事の中で、派手好きな宇髄天元のキャラクター性や、「遊郭編」の舞台となる夜の吉原のイメージからこのような構成を取ったのではないかと推測しており、「上物の煌びやかな音色とは対照的に、下層に沈殿するAimerの歌声が特有の引っ掛かりを生み、華やかな世界に潜む愛憎のようなものを感じさせる。」ともみている。
一方エンディングテーマの「朝が来る」は、梶浦由記が制作している。

## チャート成績
2021年12月6日に先行配信された表題曲「残響散歌」は、2021年12月15日公開（集計期間：2021年12月6日～12月12日）のビルボード・ジャパンソングスチャートにて87,649DLでダウンロード1位、10,515,957再生でストリーミング1位となり計2冠を獲得。他指標ではラジオ8位、Twitter 20位と高ポイントをマークし、キャリア初のビルボード総合首位を獲得した。さらに翌週もダウンロード1位（39,009DL）、ストリーミング1位（9,649,396再生）、YouTube1位（3,183,554再生）の3冠をマークした。さらに3週目は、ストリーミングで3週連続1位を記録し、動画再生でも2週連続1位で合計2冠を獲得。他指標ではダウンロード2位、Twitter 60位、ラジオ29位で、総合首位に返り咲きを果たした。
オリコンチャートでは、初週4.4万枚を売り上げ、2022年1月18日発表の最新「オリコン週間シングルランキング」で1位を獲得。
2022年1月12日にフィジカルCDが発売されると、同週のビルボード・チャートで初週売上45,222枚をマークして、シングル2位、ルックアップ1位を記録。ダウンロード、ストリーミング、ラジオ、Twitter各指標のポイントも伸ばして、3度目の総合首位を獲得した。また「朝が来る」は8,089DLでダウンロード1位となり、総合6位に初登場している。
Billboard JAPANが発表した2022年の年間総合チャート（Hot 100）では、上半期ランキングでの首位を守り抜き、見事1位にランクインした。

### チャート推移
|                                              | 順位（売上）     | 順位（売上）    | 順位（売上）    | 順位（売上）       | 順位（売上）     |
| CDシングル                                   | DLシングル       | DLシングル      | ストリーミング  | 合算シングル       |                  |
| CDシングル                                   | 残響散歌         | 朝が来る        | ストリーミング  | 合算シングル       |                  |
| -------------------------------------------- | ---------------- | --------------- | --------------- | ------------------ | ---------------- |
| 1週目 (12月6日-12日集計、12月20日付)         | 発売前           | 1位 （9.3万DL） | 発売前          | 1位 （901万再生）  | 3位 （6.7万Pt）  |
| 2週目 (12月13日-19日集計、12月27日付)        | 発売前           | 1位 （4.1万DL） | 発売前          | 1位 （948万再生）  | 4位 （4.8万Pt）  |
| 3週目 (12月20日-26日集計、2022年1月3日付)    | 発売前           | 2位 （2.9万DL） | 発売前          | 1位 （854万再生）  | 4位 （4.0万Pt）  |
| 4週目 (12月27日-2022年1月2日集計、1月10日付) | 発売前           | 2位 （2.5万DL） | 発売前          | 2位 （714万再生）  | 2位 （3.4万Pt）  |
| 5週目 (1月3日-9日集計、1月17日付)            | 発売前           | 2位 （2.1万DL） | 発売前          | 3位 （704万再生）  | 2位 （3.2万Pt）  |
| 6週目 (1月10日-16日集計、1月24日付)          | 1位 （4.4万枚）  | 2位 （2.5万DL） | 1位 （4.0万DL） | 3位 （770万再生）  | 1位 （10.4万Pt） |
| 7週目 (1月17日-23日集計、1月31日付)          | 5位 （0.9万枚）  | 1位 （2.1万DL） | 2位 （1.6万DL） | 4位 （753万再生）  | 3位 （5.5万Pt）  |
| 8週目 (1月24日-30日集計、2月7日付)           | 2位 （0.8万枚）  | 1位 （1.9万DL） | 2位 （1.2万DL） | 2位 （744万再生）  | 2位 （5.0万Pt）  |
| 9週目 (1月31日-2月6日集計、2月14日付)        | 4位 （0.5万枚）  | 1位 （2.0万DL） | 4位 （1.0万DL） | 1位 （722万再生）  | 2位 （4.6万Pt）  |
| 10週目 (2月7日-13日集計、2月21日付)          | 12位 （0.6万枚） | 2位 （3.4万DL） | 4位 （1.3万DL） | 1位 （972万再生）  | 2位 （6.3万Pt）  |
| 11週目 (2月14日-20日集計、2月28日付)         | 6位 （0.9万枚）  | 1位 （2.5万DL） | 4位 （0.8万DL） | 1位 （1006万再生） | 1位 （6.2万Pt）  |
| 12週目 (2月21日-27日集計、3月7日付)          | 10位 （0.9万枚） | 1位 （1.6万DL） | 9位 （0.5万DL） | 1位 （861万再生）  | 2位 （4.5万Pt）  |

## 認定とセールス
|                                | 認定 (RIAJ)        | 売上/再生回数       |
| 「残響散歌」                   | 「残響散歌」       | 「残響散歌」        |
| ------------------------------ | ------------------ | ------------------- |
| ダウンロード                   | プラチナ           | 329,000 DL          |
| ストリーミング                 | トリプル・プラチナ | 300,000,000 回再生* |
| 「朝が来る」                   |                    |                     |
| ダウンロード                   | ゴールド           | 90,800 DL           |
| ストリーミング                 | 未公表             | -                   |
| *認定のみに基づく売上/再生回数 |                    |                     |

## 収録曲
| #         | タイトル                   | 作詞        | 作曲      | 編曲               | 時間  |
| --------- | -------------------------- | ----------- | --------- | ------------------ | ----- |
| 1.        | 「残響散歌」               | aimerrhythm | 飛内将大  | 飛内将大、玉井健二 | 3:04  |
| 2.        | 「朝が来る」               | 梶浦由記    | 梶浦由記  | 梶浦由記           | 4:54  |
| 3.        | 「残響散歌」(Instrumental) |             |           |                    | 3:04  |
| 4.        | 「朝が来る」(Instrumental) |             |           |                    | 4:54  |
| 5.        | 「残響散歌」(TV ver.)      |             |           |                    | 1:31  |
| 6.        | 「朝が来る」(TV ver.)      |             |           |                    | 1:31  |
| 合計時間: | 合計時間:                  | 合計時間:   | 合計時間: | 合計時間:          | 18:58 |

| #  | タイトル                 | 作詞 | 作曲・編曲 |
| -- | ------------------------ | ---- | ---------- |
| 1. | 「残響散歌 Music Video」 |      |            |
| 2. | 「朝が来る Music Video」 |      |            |

| #  | タイトル                                               | 作詞 | 作曲・編曲 |
| -- | ------------------------------------------------------ | ---- | ---------- |
| 1. | 「テレビアニメ「鬼滅の刃」遊郭編ノンクレジットOP映像」 |      |            |
| 2. | 「テレビアニメ「鬼滅の刃」遊郭編ノンクレジットED映像」 |      |            |

## テレビ披露
| 日付           | 番組名                 | 放送局       | 演奏曲              | 出典 |
| -------------- | ---------------------- | ------------ | ------------------- | ---- |
| 2022年2月7日   | CDTVライブ!ライブ!     | TBS系        | 残響散歌            |      |
| 2022年2月11日  | MUSIC STATION          | テレビ朝日系 | 残響散歌 朝が来る   |      |
| 2022年12月30日 | 第64回日本レコード大賞 | TBS系        | カタオモイ 残響散歌 |      |